# Sturmiopsis parasitica
Sturmiopsis parasitica là một loài ruồi trong họ Tachinidae.